# カップブルトン
カップブルトン （フランス語:Capbreton、ガスコーニュ語:Cap Berton）は、フランス、ヌーヴェル＝アキテーヌ地域圏、ランド県のコミューン。
かつては、ニューファウンドランド島までタラをとりに船が向かった歴史ある漁港である。現在はマリーナのあるリゾート地である。コミューンに流れる小さな河川はかつてのアドゥール川の痕跡である。アドゥール川の河口がカップブルトンからそれ、バイヨンヌとの間に運河が掘られてから、コミューンは急速に衰退した。

## 地理
ビスケー湾に面するカップブルトンは、海底谷となっており、深さが2100m以上、長さ150kmのフィヨルドである。ピレネー山脈の山地との間をランド平野によって分けられている。フィヨルドの右側にあったアドゥール川の三角州は14世紀に湾となり、カップブルトンを大西洋中部の重要な漁港たらしめた。

## 由来
カップブルトンの名はおそらく誤訳で、1170年に現れたCap BertouかCabertouの悪筆である。16世紀の別の憲章では、CapbretonまたはCabertonと記された。ブルトンの語源は明らかでないが、湿地または低木の茂みを区切るcap bartouと読まれていた。伝承にかかわらず、カップブルトンの名はブルターニュとは何の関係もない。
ガスコーニュ語ではpが綴りに含まれていても発音されないため、カブルトン（cabretoun）と発音する。
フランス革命時代、共和政ローマの英雄にちなみカップ＝ブリュテュス（Cap-Brutus）と改名させられていた。

## 歴史

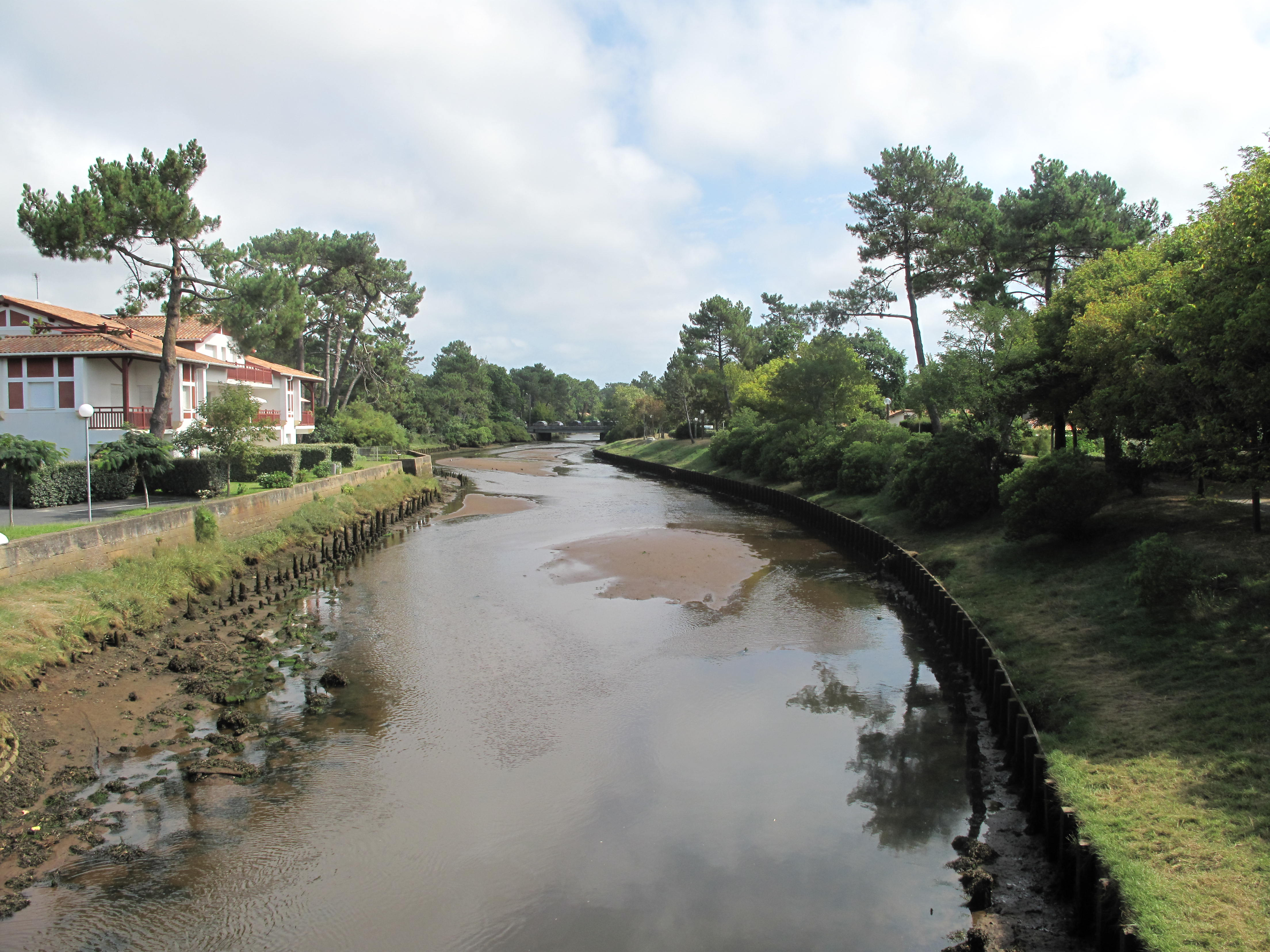
小さなブール川

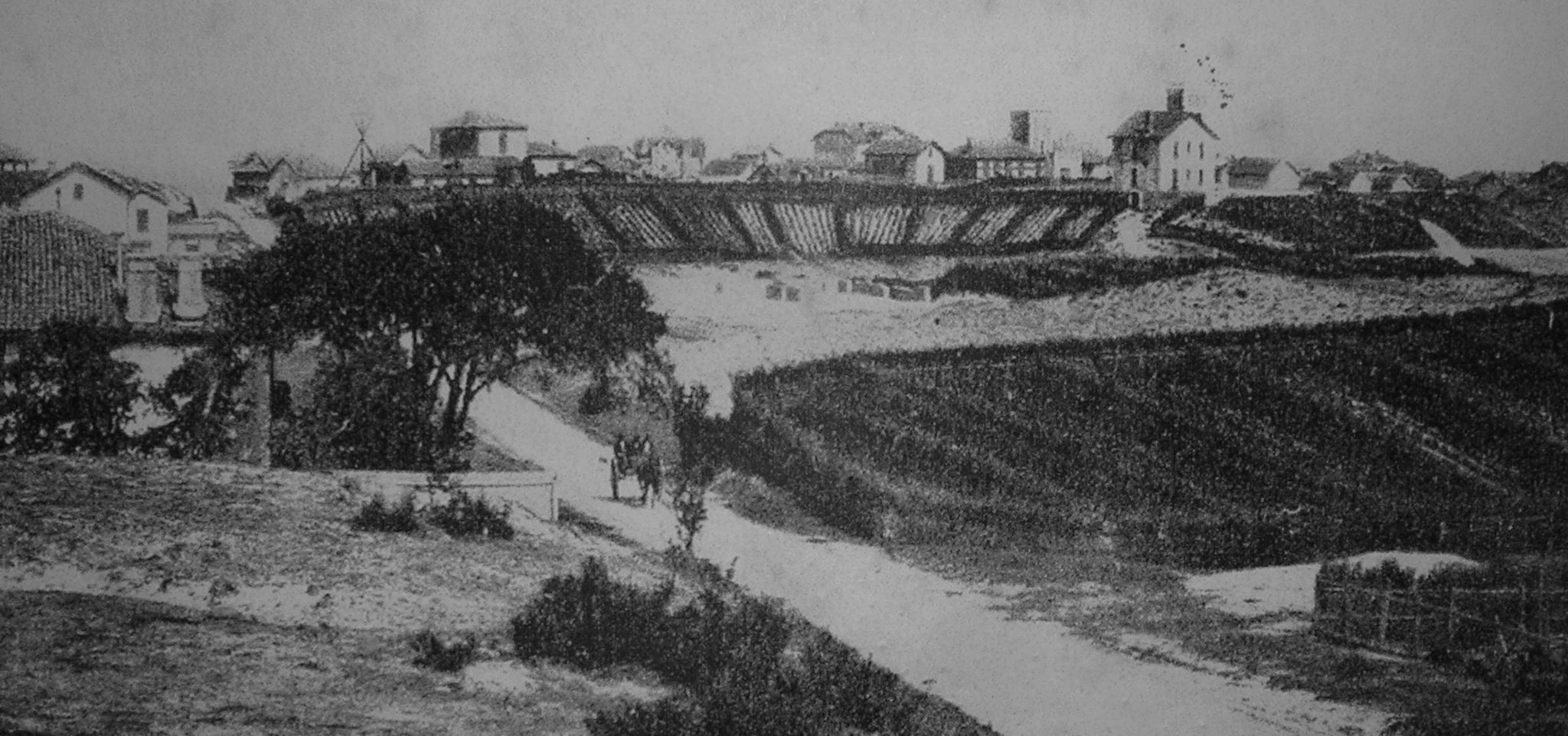
砂丘地に広がるブドウ畑

12世紀半ば、カップブルトンの名がバイヨンヌの公文書内に初めて登場する。この2つのコミューンの物語は、良かれ悪しかれ密接に結びついている。
ビスケー湾で行われる捕鯨のメッカとして、カップブルトン人と周辺の海側バスク都市は、勇敢な銛射ちたちであった。これらの勇敢な船乗りたちは、新大陸の波打ち際でクジラを獲っていた。彼らは16世紀のニューファンドランド島の豊かな海域に現れた最初のヨーロッパ人であり、干しダラの製法を会得していた。
ニューファンドランド島のそばにはケープ・ブレトン島があるが、カップブルトンとの関連はさほど指摘されていない。島内の定住地や村にはガスコン人の船乗りの存在を示す地名が多く残る。
15世紀から16世紀のカップブルトンは人口2000人から3000人ほどを抱え、遠洋漁業、対スペイン、ポルトガル、オランダ相手の名高いヴァン・ド・サーブル（vins de sable、サーブルワイン）貿易、近隣の森林から生まれる製品（コルク、ピッチ、天然樹脂、製材）で繁栄の絶頂にあった。このヴァン・ド・サーブルは、アドゥール川沿いの砂丘地帯で作られていた。
カップブルトンはかつての栄華を偲ばせる痕跡をわずかに残している。フランス＝スペイン間の戦争では、スペインの船乗りたちによって町は略奪にあった。持送りアーチを用いた木造の住宅が数軒見られる。大西洋岸に面する古いブーレ地区は、サンティアゴ・デ・コンポステーラの巡礼路の通る場所である。19世紀に再建されたサン＝ニコラ教会は、15世紀ゴシック様式のドアや多色ピエタ像を保存している。
1578年にアドゥール川の新たな河口をつくる事業が行われた後、明らかにカップブルトンは衰退し始め、貿易をバイヨンヌが独占するようになった。新たな河口は長く、入り口が非常に危険であった。過去にくらべてその繁栄は中程度になったとはいえ、20世紀前半までカップブルトンにはイワシ漁を行う漁船団があった。
フランス第二帝政時代にも杭打ち防波堤、港の拡張と保全が行われ、皇后ウジェニーの名にちなんだ結核患者用療養所がつくられた。
海水浴やレジャー船舶の流行が、カップブルトンに真の再生をもたらした。港の入り口の防波堤が再開発され、危険性が薄れた。池が掘られ桟橋が設置されたため、アルカションとサン＝ジャン＝ド＝リュズの間に1000隻の船をつなぐ最大級のマリーナの設置が可能となった。現在はランド県南部有数のリゾート地、サーフィンの中心である。
第二次世界大戦中、ドイツ軍が大西洋の壁のため築いたブンカーがカップブルトンの海岸に10箇所残っている。

## みどころ
カップブルトンには天然砂の海水浴場が8箇所ある。

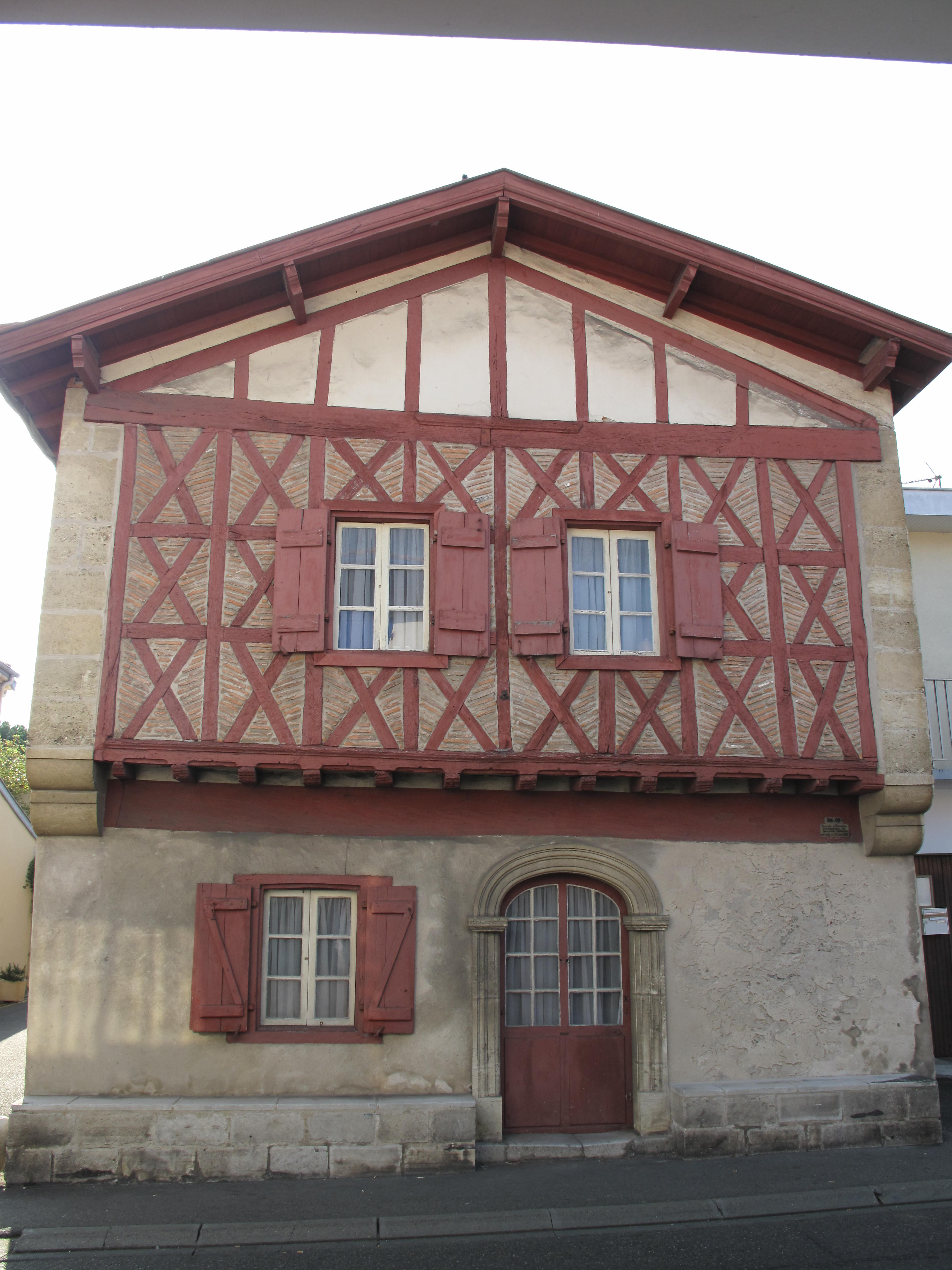
メゾン・ド・レー
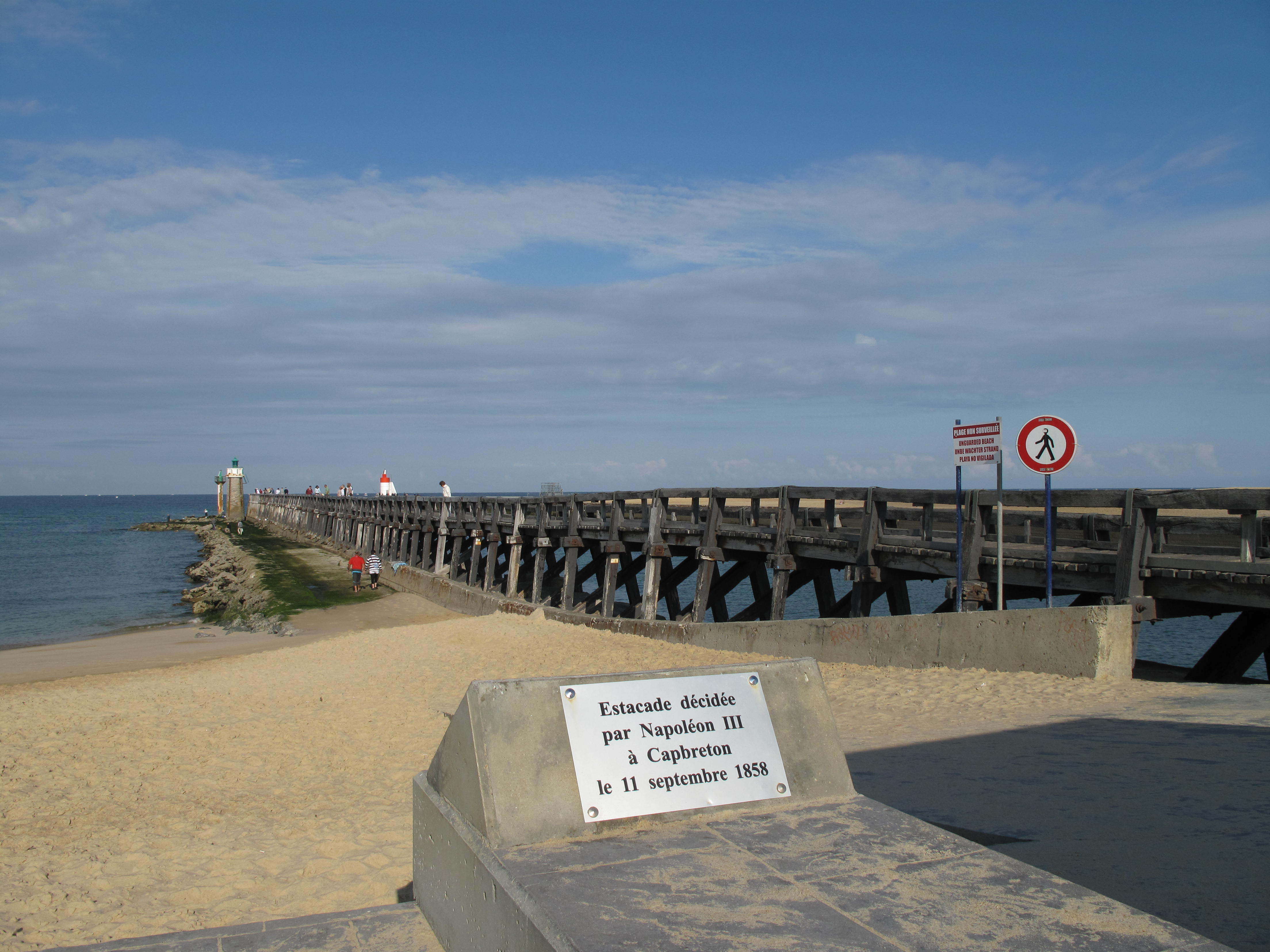
カップブルトンの杭打ち防波堤
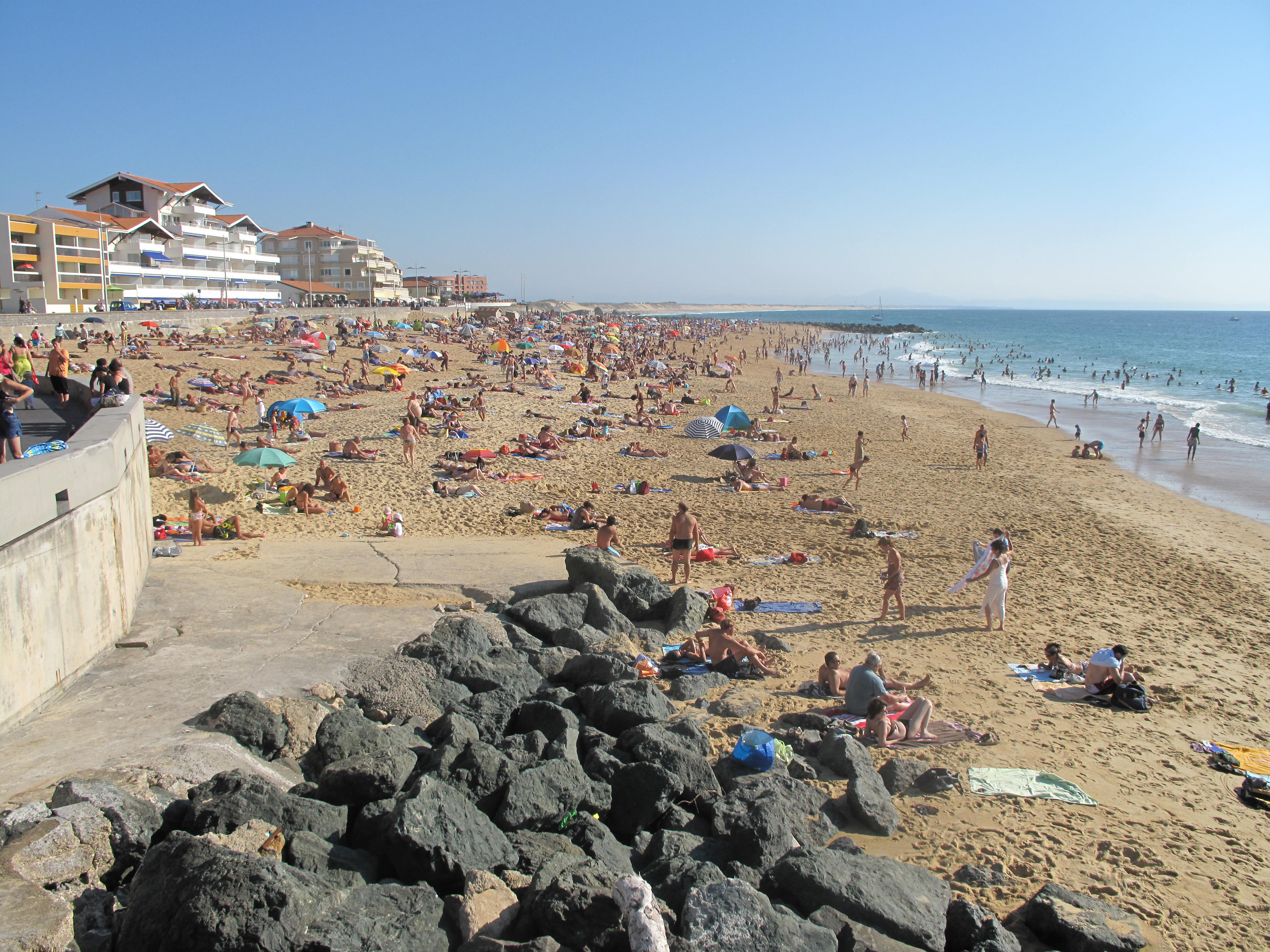
サントラル海水浴場